# 都川政幸
都川 政幸（とがわ まさゆき、1962年3月26日 - ）は、日本の俳優。元ジュネス企画所属。

## テレビ
- アリゾナの魔法（日本テレビ）
- クイズ人生ゲーム（BS朝日）

## コマーシャル
- イオンソルベイ製薬
- 藤沢薬品
- 明治製菓

## スチル
- IBM
- アサヒ飲料
- オムロン
- 共栄火災海上保険
- セガトイズ「HOME STAR」
- 明治神宮記念館「参進」
- ヤマダ電機